# 円仏教
円仏教（えんぶつきょう、원불교/圓佛敎）は朴重彬が1916年に創始した朝鮮の仏教系新宗教。

## 現況
全羅北道益山にある中央総部が教団を運営し、地方に教区と教堂を置き、宗法師を中心に首位団会・中央教議会・教政委員会・教政院・監察院などが運営を行っている。教堂には教務と教導があり、教導は10人を1段とする10人1段教化団に特色がある。各種研究所の他に教育機関として円光大学校・霊山禅学大学校などの総合大学、専門大学1校、米国フィラデルフィアに現地法人としてアメリカ神学大学院大学校、中・高校6校、禅院3箇所などを運営しており、教堂別に設置した幼稚園・乳児院や養老院・保育園・修養院などの慈善機関を運営している。2011年10月2日にはアメリカ総部法のウォンダルマ・センター (Won Dharma center) が新設される。
他方、教団直営の産業体として製薬会社を始めとする4個の農園と精米所・園芸院などがあり、福祉機関として洋韓方の総合病院と宝物堂漢方医院などが全国主要都市に位置する。文化事業として経典の出版、円音放送（ラジオ局）の運営と『円光』 『円仏教新聞』などの定期刊行物を刊行している。20個の国内教区に520余の教堂と、米国・日本・カナダ・中国・ヨーロッパなど5個の海外教区に60個余りの海外教堂と機関があり、信徒数は100万人余りに達する。